# Lerala
Lerala – miasto w Botswanie, w dystrykcie Central. W 2008 liczyło 7 403 mieszkańców.